# Isabella Hoppringle
Isabella Hoppringle, född 1460, död 1538, var en skotsk abbedissa och spion. Hon tillhörde en familj som brukade inneha ämbetet som föreståndare för gränsklostret i Coldstream, där hon var abbedissa 1505-1538. Hon var nära vän med den skotska drottningen Margaret Tudor. Klostret låg vid stridslinjen under kriget mellan England och Skottland 1513. Hon skötte kontakterna med båda riken väl till klostrets fördel, och ansågs vara den bästa agent England hade i Skottland. 